# Штайнбург (Штормарн)
Штайнбург (нем. Steinburg) — община в Германии, в земле Шлезвиг-Гольштейн.
Входит в состав района Штормарн. Подчиняется управлению Бад Ольдеслё-Ланд. Население составляет 2541 человек (на 31 декабря 2010 года). Занимает площадь 23,91 км².
Коммуна подразделяется на 3 сельских округа.